# Melen
Pour les articles homonymes, voir Melen (homonymie).
Pour l’article ayant un titre homophone, voir Mélin.
Melen [melɛ̃], anciennement écrit "Mélin", (en wallon Mélin-e-Payis-d'-Heve) est une section de la commune belge de Soumagne située en Région wallonne dans le Pays de Herve, en province de Liège.

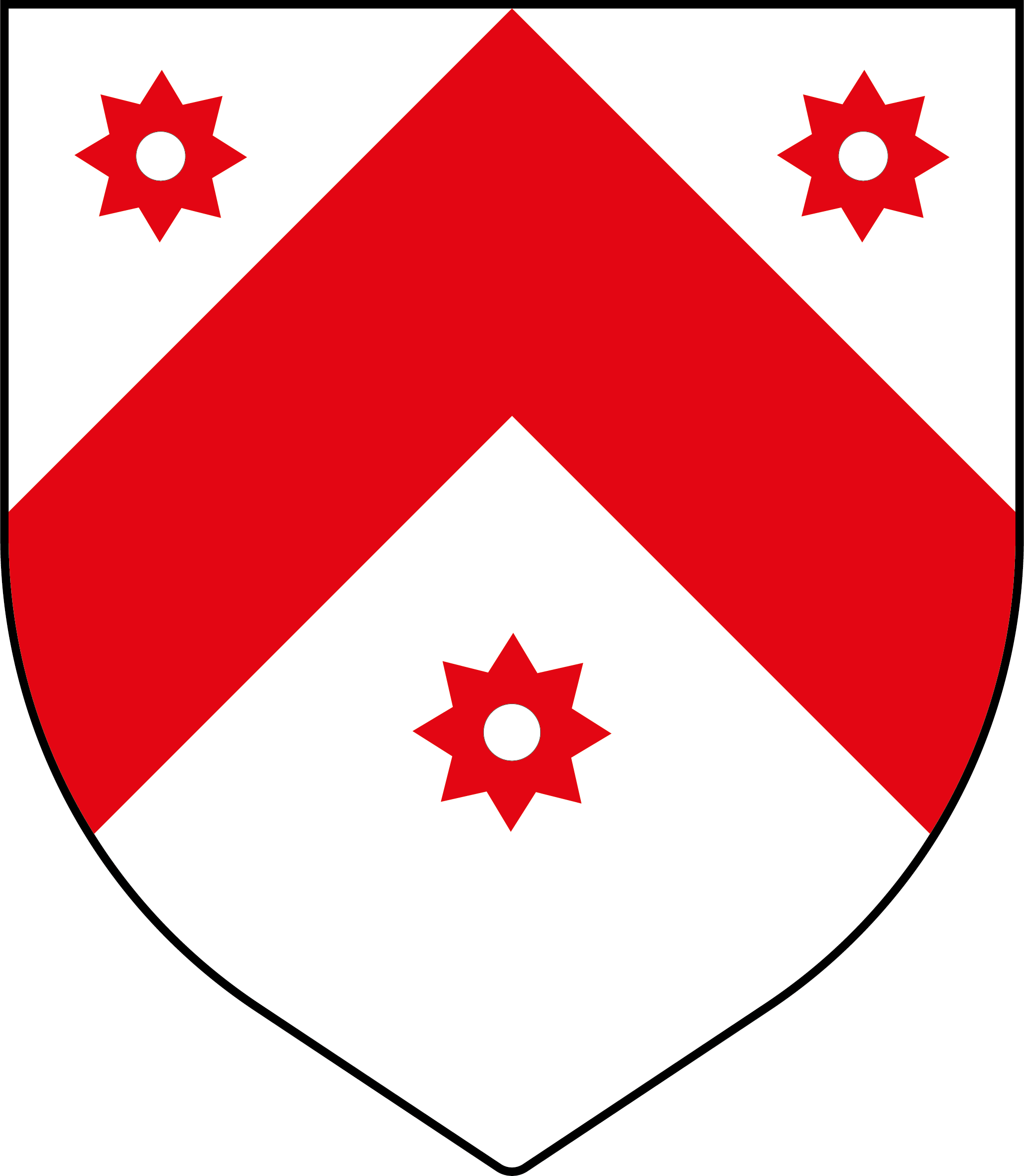
Blason du village de Melen.

Il y a 1 234 boîtes aux lettres. L'altitude du village varie de 185 (en bordure du Bolland) à 290 m.
C'était une commune à part entière avant la fusion des communes de 1977.
Un ruisseau et, depuis 2009, une bière portent le nom du village.

## Étymologie
Il est probable que le terme gallo romain « Medilanum », signifiant « Milieu du plateau », aie donné son nom au village de Melen. Autrefois, Melen était nommé « Mélinam » (selon la charte de l'Abbaye de Stavelot-Malmedy, datant de 873), « Meilent » ou « Mélin » (selon une carte datant de 1780).

## Géographie

### Hameaux

#### Hameau de Sonkeu

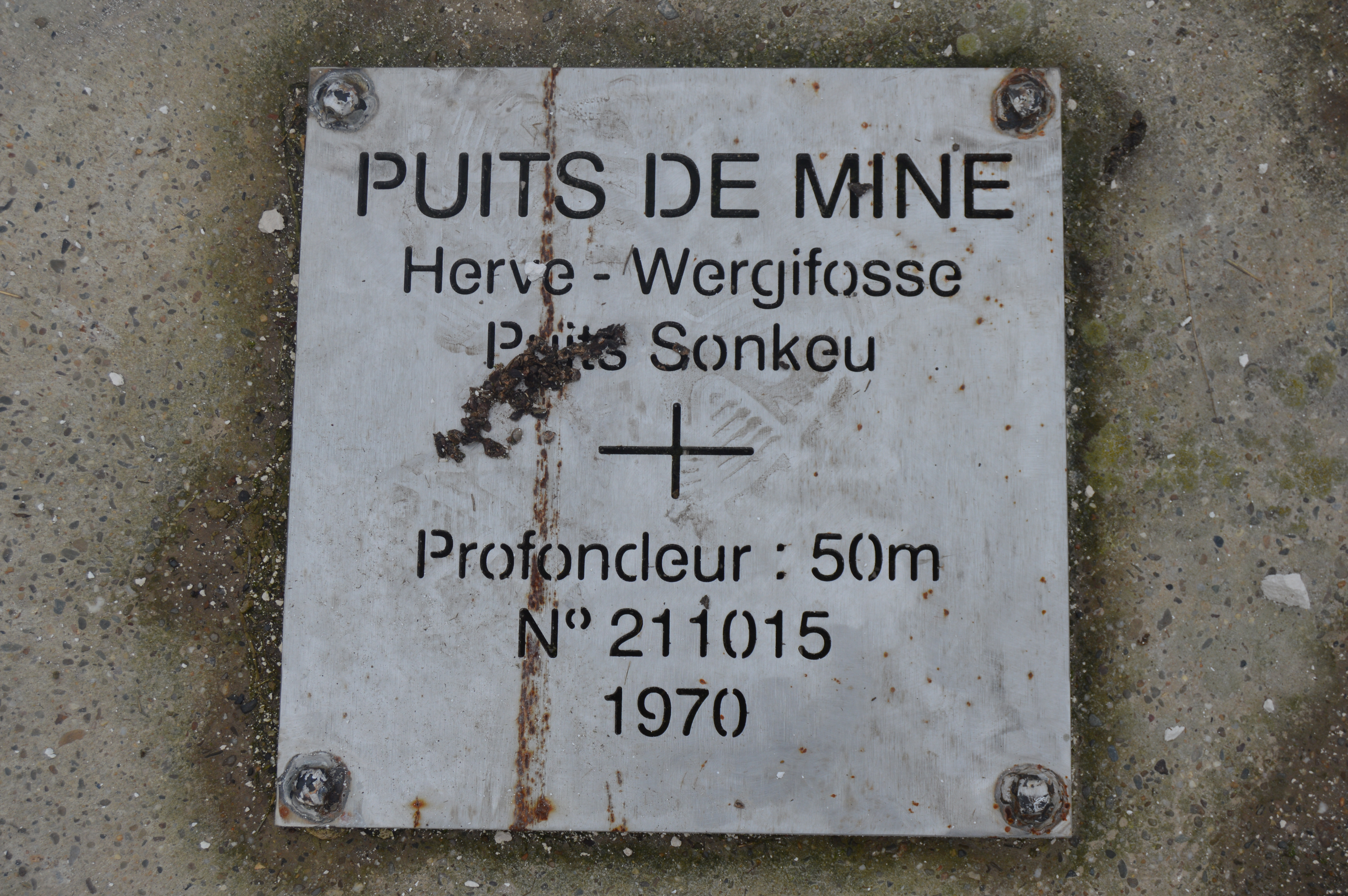
Ancien puits de mine situé à Sonkeu.

Sonkeu est un ancien hameau situé dans le village de Melen. En 1961, plusieurs silex taillés datant de la préhistoire ont été retrouvés dans le bois Garsou, situé à proximité de l'ancien hameau.
Une entreprise nommée « Les vergers de Sonkeu » possède plusieurs vergers et un gros bâtiment à cet endroit, ce qui déplait aux riverains.

## Évolution démographique
- Sources : INS, Rem. : 1831 jusqu'en 1970 = recensements, 1976 = nombre d'habitants au 31 décembre.

## Histoire
La présence humaine à Melen au cours de la préhistoire est attestée par la découverte d'outils en pierre taillée mis au jour dans le bois Garsou, situé à proximité de Sonkeu. Cependant, le village aurait été formé durant les premiers siècles après Jésus-Christ et la première partie du village aurait été formée à l'époque de Charlemagne, voire plus tôt.
Le premier écrit qui parle de Melen, la charte de l'Abbaye de Stavelot-Malmedy, date de 873. Dans cette charte, le nom du village était « Mélina ».
Le 8 août 1914, les 56e et 165e RI de l'armée impériale allemande y passèrent 108 civils par les armes et y détruisirent 60 maisons dans le cadre des atrocités allemandes commises au début de l'invasion,. Un monument et un cimetière a été créé afin de rendre hommage aux fusillés d'aout 1918. Un monument aux morts se situe au même endroit pour rappeler d'autres faits qui se sont déroulés lors de la guerre 40-45.

## Patrimoine et culture

### Patrimoine architectural et sites

#### Église Saint-Job
La paroisse de Melen, qui daterait du milieu du IXe siècle, serait probablement primitive. Elle englobait, au départ, Evegnée, Tignée ainsi qu'une partie de la paroisse de Micheroux. Quatre églises se seraient succédé et l'église actuelle, nommée Église saint-job, daterait du XVIIIe siècle,.

#### Cense aux bawettes
La « Cense aux bawettes », signifiant « Ferme aux petites fenêtres » en wallon, se situe à Melen. Ce nom lui a été donné car cette ferme a été construite avec une multitude de petites fenêtres, ouvertures. Le porche de cette ferme date de 1707 et ce bâtiment a été agrandi durant le XVIIIe siècle, .

#### Gare de Melen
Une ancienne gare, nommée Gare de Melen, se situe également à cet endroit et a notamment permis le transport du charbon des alentours.

## Sports et vie associative

### Sports
Deux clubs de football se trouvent dans ce village dont Royale Alliance Melen-Micheroux.

### Vie associative
Le village de Melen est jumelé avec  Mercurey (France), village situé dans le département de Saône-et-Loire (Bourgogne).

## Personnalités liées au village
- Joséphine Fafchamps (1905-1997), organisatrice et militante des mouvements syndicaux chrétiens pour les droits des femmes, est née à Melen.